# Thortus ovalis
Thortus ovalis là một loài bọ cánh cứng trong họ Cryptophagidae. Loài này được Broun miêu tả khoa học năm 1893.